# Thelyphonellus vanegasae
Espèce
Thelyphonellus vanegasae est une espèce d'uropyges de la famille des Thelyphonidae.

## Distribution
Cette espèce est endémique du département de Valle del Cauca en Colombie. Elle se rencontre vers Dagua.

## Description
Le mâle holotype mesure 20,0 mm.

## Étymologie
Cette espèce est nommée en l'honneur de Silvia Vanegas.

## Publication originale
- Giupponi & Vasconcelos 2008 : Nova espécie de Thelyphonellus Pocock, 1894 da Colombia (Arachnida: Thelyphonida: Thelyphonidae). Revista Iberica de Aracnologia, vol. 16, p. 17-22 (texte intégral).